# Öse

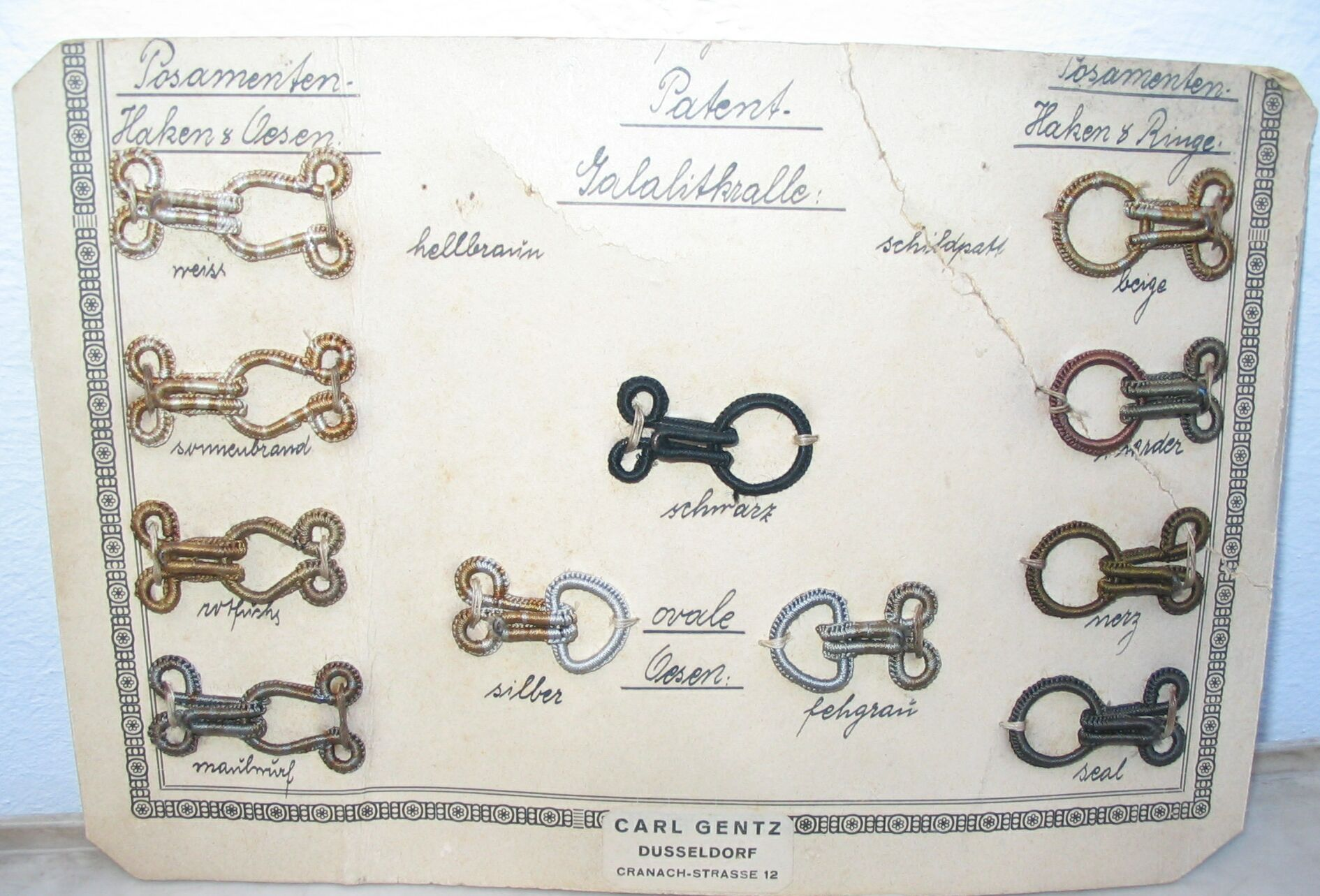
Haken und Ösen (für Pelze, Musterkarte, ca. 1950)

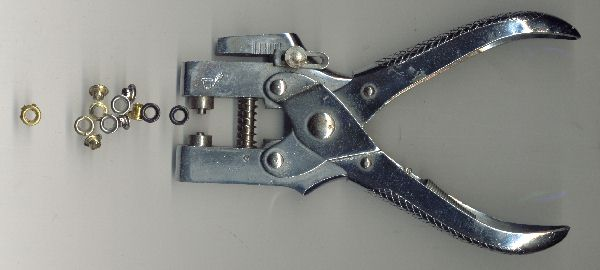
Ösenzange

Die Öse ist ein aus Metall, Kunststoff oder Gummi bestehender Ring zum Einhängen eines Hakens, zum Durchziehen einer Schnur oder Ähnlichem.
An Kleidungsstücken handelt es sich entweder um eine kleine Draht- oder Metallschlinge, die mit einem Haken als Gegenstück dem Zusammenhalt der Kleidungsstücke oder Teilen von ihnen dient, oder sie ist in ein Loch eingesetzt zur Verstärkung des Lochrandes oder zum Schutz anderer Gegenstände vor den eventuell scharfen Kanten des Loches.
Eine Halteöse bezeichnet beim Bergsteigen und im Gebiet des Arbeitsschutzes im Teilgebiet Persönliche Schutzausrüstung einen Metallring oder stabilen runden Textilgurt, der an einem Gurtsystem angebracht ist (Klettergurt, Haltegurt, Auffanggurt) und dem Anseilen, also der Verbindung dieses Gurtsystems mit dem Verbindungsmittel (Kletterseil, Sicherheitsseil) dient.

## Etymologie
Der Begriff existiert etwa seit dem 15. Jahrhundert, die Herkunft ist nicht gesichert. Nach einigen Deutungen geht er auf das Wort Ohr zurück, beispielsweise nach Kluge. Demnach bedeutet er wie das ebenso verwandte Wort Öhr eine ohrartige Öffnung. Pfeifer hält das ebenso für möglich, weist aber auf die Möglichkeit einer Ableitung von indogermanisch *ansā/*ansi̯ā („Schlinge, Schleife“) hin und in seiner Erläuterung des davon abgeleiteten lateinischen ansa („Griff, Henkel, Öse, Handhabe“) lehnt Walde die Deutung von Kluge (Ableitung von „Ohr“) ab.
Die Redewendung mit Haken und Ösen stammt dagegen aus dem Sport und bedeutet „mit allen erlaubten und unerlaubten Mitteln“.

## Verwendung

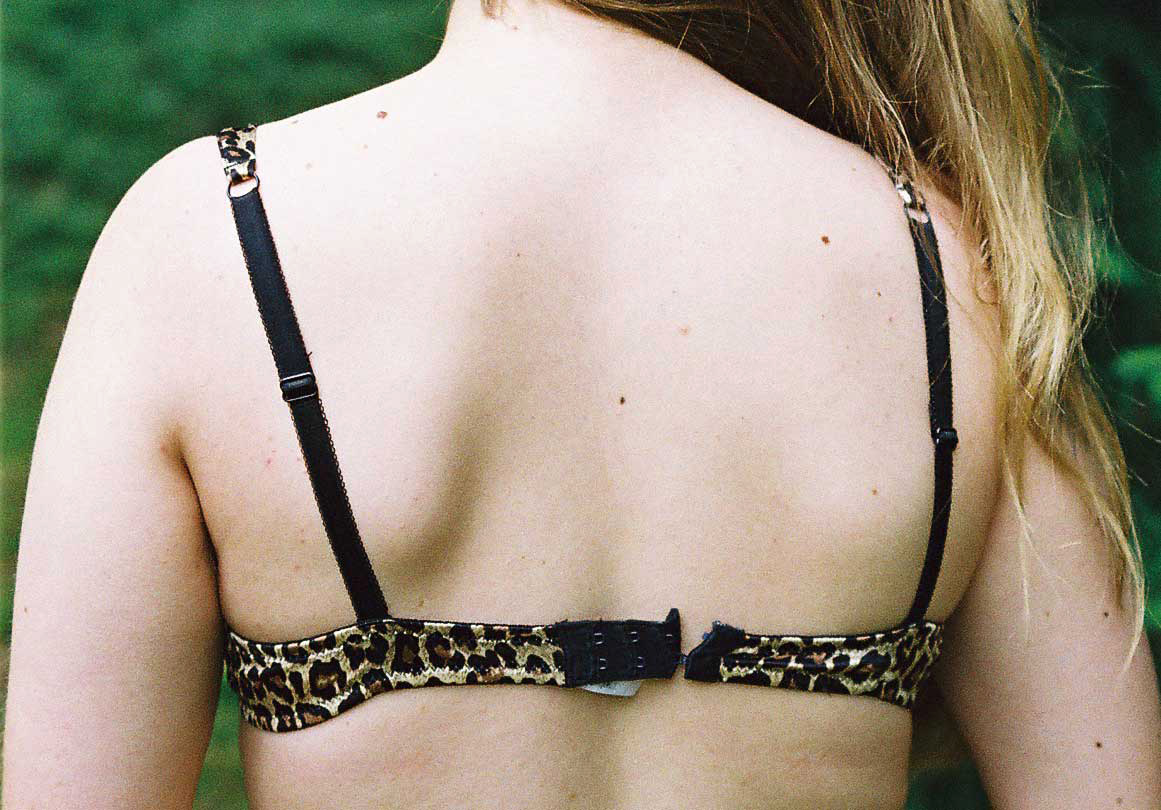
Sechs Ösen mit zwei Haken am BH

Mit Ösen werden Kleidung, Schuhe, Leder und andere Gewebe verstärkt um die Gefahr des Einreißens zu verringern. An Kleidungsstücken, beispielsweise als Ösenverschluss an Büstenhaltern, oder befestigt an Schmuckteilen und Kettchen dienen Ösen mit einem entsprechenden Haken als Gegenstück dem Zusammenhalt.
Schnürösen werden durch Schnürung mit einer hin- und herlaufenden Schnur verbunden, vor allem bei Schuhen gebraucht, aber auch bei Kleidungsstücken wie Miedern und Korsetts oder als Durchführungen und Befestigungen bei Abdeck- und LKW-Planen oder Zeltbahnen (auch als Kauschen bezeichnet). In der Seefahrt werden bestimmte Ösen verallgemeinert Gatchen genannt.
Lötösen werden als elektrische Verbindungselemente genutzt.

## Verarbeitung
Ösen bestehen aus zwei Teilen, einem Ober- und einem Unterteil. Das Oberteil wird unter das zu ösende Loch gelegt und „durchdringt“ das Material (entweder selbstschneidend oder durch ein vorher gestanztes Loch). Das Unterteil ist ein flacher Ring, über den mittels eines Stempels die „Nase“ des Oberteils gebördelt wird. Die Bördelung entsteht durch einen Schlag auf den Stempel, durch Pressen mit einer Ösenzange oder durch Druck auf einen Stempel einer Hebel- oder Schraubspindelpresse.
Zur besseren Haftung (bei dünnen Materialien) und zur Schonung des Trägermaterials werden Kunststoffscheiben als Beilage unter dem Ring verwendet.